# Університет Малайя
Університет Малайя (малай. Universiti Malaya) — найстаріший і найпрестижніший університет у Малайзії.

## Історія створення
Створений в 1962 році на базі Куала-Лумпурського відділення сінгапурського Університету Малайя, заснованого в 1949 році. Своєю чергою, останній був утворений у результаті злиття Медичного коледжу ім. короля Едварда VII (заснований в 1905 р.) і Коледжу Раффлза (заснований в 1928 р.). У цьому зв'язку датою створення УМ іноді вважають 1905 рік. Першим ректором університету був британський професор математики Александр Оппенгейм (1903—1997), а першим президентом — тодішній прем'єр-міністр Абдул Рахман.

## Структура університету
У складі університету:
- 12 факультетів (гуманітарних і суспільних наук, економічний, педагогічний, інженерний, юридичний, медичний, стоматологічний, обчислювальної техніки та інформатики, бізнесу та бухгалтерської справи, природничих наук, мов і лінгвістики, архітектури)
- 2 академії (ісламу, малайських досліджень)
- 6 центрів (діалогу цивілізацій, культурний, фізкультури і спорту, вивчення основ наук, сімейних відносин, продовження навчання)
- 6 інститутів (досліджень та менеджменту, аспірантури, Азії та Європи, міжнародний інститут суспільної політики та менеджменту, досліджень Китаю, основ наук)
- Бібліотека (понад 2 млн одиниць зберігання)
- 15 гуртожитків.

Є також Музей мистецтва Азії, картинна галерея, Медичний центр з лікарнею на 870 місць, Ботанічний сад (Rimba Ilmu), експериментальна ферма, експериментальний театр, симфонічний оркестр.
Викладання ведеться малайською і частково англійською мовами. 14 416 студентів, 11 638 магістрантів і докторантів та 2442 викладачів (2012). 69,4 % випускників отримують роботу відразу ж після закінчення університету (2008, Tracer Study).

## Рейтинг
У рейтингу 200 найкращих університетів світу займає 167-ме місце (2012). У рейтингу малайзійських університетів він на 1-му місці.